# Traité sur l'Union européenne (1993-2009)
Cet article parle du traité sur l'Union européenne dans sa version en vigueur entre 1993 et 2009. Pour le traité de Maastricht comme traité modificatif, voir traité de Maastricht ; pour la version actuelle du traité, voir traité sur l'Union européenne.
Le traité sur l'Union européenne (TUE), également appelé traité de Maastricht, est le traité fondateur de l'Union européenne, signé le 7 février 1992. Le TUE est révisé une première fois par le traité d'Amsterdam signé le 2 octobre 1997, puis une deuxième fois par le traité de Nice signé le 26 février 2001 par les États membres de l'Union européenne. La version en vigueur actuellement du TUE est celle modifiée plus en profondeur par le traité de Lisbonne signé le 13 décembre 2007.

## Historique

### Construction par étape de l'Union européenne
Le traité sur l'Union européenne de Maastricht marque la fondation de l'Union européenne. Le TUE englobe les Communautés européennes préexistantes en modifiant les traités les instituant (TCEE, Traité Euratom, et Traité CECA), la nouvelle politique étrangère et de sécurité commune (PESC) et la coopération dans les domaines de la justice et des affaires intérieures (JAI). Cette nouvelle architecture est communément représentée sous la forme d'un temple grec à trois piliers. Les dispositions du TUE dans sa version initiale de Maastricht concernent essentiellement des dispositions générales communes à l'Union et les dispositions spécifiques à la PESC et à la coopération policière et judiciaire.
Destinées en particulier à permettre l'élargissement de l'Union européenne aux pays d'Europe de l'Est sans engendrer une paralysie de l'Union, les modifications portées par le traité d'Amsterdam concernent en premier lieu les processus de décision, en limitant dans quelques domaines l'usage de la règle de l'unanimité et en permettant à certains États membres d'instaurer entre eux une coopération renforcée pour approfondir la construction européenne dans certains domaines, ainsi que des retouches institutionnelles, en renforçant les pouvoirs du Parlement européen. Par ailleurs, le traité d'Amsterdam établit un espace de liberté, de sécurité et de justice pour faciliter la libre circulation des personnes et en même temps assurer leur sûreté et leur sécurité, qui se traduit notamment par l'intégration des acquis de Schengen dans le cadre de l'Union européenne. Les longues négociations menées pendant deux ans aboutissent à un résultat généralement considéré comme décevant et qui ne répond que partiellement aux enjeux posés par les perspectives d'élargissement de l'Union à de nombreux nouveaux membres. Des points clés comme la composition de la Commission ou la généralisation de la prise de décision à la majorité qualifiée sont remis à plus tard alors qu'ils constituent un préalable pour garantir le bon fonctionnement futur de l'UE. Une deuxième révision de Maastricht sera donc nécessaire,.
Quatre ans plus tard, par le traité de Nice l'Union européenne parvient enfin à un accord sur la révision de ses institutions, permettant à l'Europe des Quinze d'accueillir dans la foulée dix nouveaux membres.

### Chronologie de l'Union européenne
| Signature Entrée en vigueur Nom du traité | 1948 Traité de Bruxelles                                      | 1951 1952 Traité CECA                             | 1954 1955 Accords de Paris                            | 1957 1958 Traité de Rome (TCEE) Traité Euratom        | 1965 1967 Traité de fusion                            | 1975 1976 institution officieuse    | 1986 1987 Acte unique européen | 1992 1993 Traité de Maastricht (TUE et TCE) | 1992 1993 Traité de Maastricht (TUE et TCE) | 1997 1999 Traité d'Amsterdam (TUE et TCE) | 2001 2003 Traité de Nice (TUE et TCE) | 2007 2009 Traité de Lisbonne (TUE et TFUE) | 2007 2009 Traité de Lisbonne (TUE et TFUE) |  |  |  |  |  |  |  |  |
|                                           |                                                               |                                                   |                                                       |                                                       |                                                       |                                     |                                |                                             |                                             |                                           |                                       |                                            |                                            |  |  |  |  |  |  |  |  |
| Les trois piliers de l'Union européenne   |                                                               |                                                   |                                                       |                                                       |                                                       |                                     |                                |                                             |                                             |                                           |                                       |                                            |                                            |  |  |  |  |  |  |  |  |
| Communautés européennes                   |                                                               |                                                   |                                                       |                                                       |                                                       |                                     |                                |                                             |                                             |                                           |                                       |                                            |                                            |  |  |  |  |  |  |  |  |
|                                           | Communauté européenne de l'énergie atomique (Euratom)         |                                                   |                                                       |                                                       |                                                       |                                     |                                |                                             |                                             |                                           |                                       |                                            |                                            |  |  |  |  |  |  |  |  |
|                                           |                                                               |                                                   | Communauté européenne du charbon et de l'acier (CECA) | Communauté européenne du charbon et de l'acier (CECA) | Communauté européenne du charbon et de l'acier (CECA) | Dissoute en 2002                    | Dissoute en 2002               | Dissoute en 2002                            |                                             | Union européenne (UE)                     | Union européenne (UE)                 |                                            |                                            |  |  |  |  |  |  |  |  |
|                                           |                                                               |                                                   | Communauté économique européenne (CEE)                | Communauté économique européenne (CEE)                | Communauté économique européenne (CEE)                |                                     |                                | Communauté européenne (CE)                  | Communauté européenne (CE)                  | Union européenne (UE)                     | Union européenne (UE)                 |                                            |                                            |  |  |  |  |  |  |  |  |
|                                           |                                                               | TREVI                                             | TREVI                                                 | Justice et affaires intérieures (JAI)                 |                                                       |                                     |                                | Communauté européenne (CE)                  | Communauté européenne (CE)                  | Union européenne (UE)                     | Union européenne (UE)                 |                                            |                                            |  |  |  |  |  |  |  |  |
|                                           | Coopération policière et judiciaire en matière pénale (CPJMP) | TREVI                                             | TREVI                                                 | Justice et affaires intérieures (JAI)                 |                                                       |                                     |                                |                                             |                                             | Union européenne (UE)                     | Union européenne (UE)                 |                                            |                                            |  |  |  |  |  |  |  |  |
|                                           | Coopération politique européenne (CPE)                        | Politique étrangère et de sécurité commune (PESC) | Politique étrangère et de sécurité commune (PESC)     | Politique étrangère et de sécurité commune (PESC)     | Politique étrangère et de sécurité commune (PESC)     |                                     |                                |                                             |                                             | Union européenne (UE)                     | Union européenne (UE)                 |                                            |                                            |  |  |  |  |  |  |  |  |
| Union occidentale (UO)                    | Union occidentale (UO)                                        | Union de l'Europe occidentale (UEO)               | Union de l'Europe occidentale (UEO)                   | Union de l'Europe occidentale (UEO)                   | Union de l'Europe occidentale (UEO)                   | Union de l'Europe occidentale (UEO) |                                |                                             |                                             |                                           | Union européenne (UE)                 |                                            |                                            |  |  |  |  |  |  |  |  |
| Union occidentale (UO)                    | Union occidentale (UO)                                        | Union de l'Europe occidentale (UEO)               | Union de l'Europe occidentale (UEO)                   | Union de l'Europe occidentale (UEO)                   | Union de l'Europe occidentale (UEO)                   | Union de l'Europe occidentale (UEO) | Dissoute en 2011               |                                             |                                             |                                           |                                       |                                            |                                            |  |  |  |  |  |  |  |  |
|                                           |                                                               |                                                   |                                                       |                                                       |                                                       |                                     |                                |                                             |                                             |                                           |                                       |                                            |                                            |  |  |  |  |  |  |  |  |

## Version initiale de 1992: le traité de Maastricht
Le TUE dans sa version de 1992 a la particularité d'avoir une « numérotation » par lettre et non par l'utilisation des numéros.

### Contenu

#### Préambule
Le préambule du traité de Maastricht tel que formulé en 1992 souligne la volonté des États membres de « franchir une nouvelle étape dans le processus d'intégration européenne » et mettre un terme à « la division du continent européen ». Il formule les principes auxquels les États membres sont attachés : « la liberté, […] la démocratie et [le] respect des droits de l'homme et des libertés fondamentales et […] l'État de droit ».
Le préambule rappelle également que les États sont désireux d'« approfondir la solidarité entre leurs peuples dans le respect de leur histoire, de leur culture et de leurs traditions » ainsi que de renforcer le caractère démocratique et l'efficacité des institutions européennes. Les ressortissants des États membres se voient également accorder une citoyenneté. Cela s'accompagne d'une réaffirmation de l'objectif de facilitation de la libre circulation des personnes, « tout en assurant la sûreté et la sécurité [de celles-ci], en insérant des dispositions sur la justice et les affaires intérieures ».
De plus, le préambule rappelle le souhait des États d'établir une union économique et monétaire, dont une monnaie unique. Ils se déclarent également « détermin[er] à promouvoir le progrès économique et social de leurs peuples, dans le cadre de l'achèvement du marché intérieur et du renforcement de la cohésion et de la protection de l'environnement ».
Le préambule met également en avant l'instauration d'une politique étrangère et de sécurité commune et l'instauration, à terme d'une « politique de défense commune qui pourrait conduire, le moment venu, à une défense commune ». L'objectif de ces politiques est également énoncé : renforcer « l'identité de l'Europe et son indépendance afin de promouvoir la paix, la sécurité et le progrès en Europe et dans le monde ».
Enfin, les États membres se déclarent « résolus à poursuivre le processus [d'intégration] créant une union sans cesse plus étroite entre les peuples de l'Europe, dans laquelle les décisions sont prises le plus près possible des citoyens, conformément au principe de subsidiarité ».

#### Dispositions communes (titre I)
Le premier titre du traité comprend six articles allant de A à F.
L'article A, paragraphe 1, est l'article fondateur de l'Union européenne. Le second paragraphe met en avant la volonté à l'origine de cette modification. Ainsi, le TUE est considéré comme « une nouvelle étape dans le processus créant une union sans cesse plus étroite entre les peuples de l'Europe, dans laquelle les décisions sont prises le plus près possible des citoyens ».
Le paragraphe 3 de l'article A crée la structure en piliers. En effet, les Communautés européennes persistent, constituant un premier pilier, et sont accompagnées des « politiques et formes de coopération instaurées par le […] traité ».
Les objectifs de l'Union sont définis à l'article B. Ils sont au nombre de cinq :
- la promotion du progrès économique et social équilibré et durable. Cet objectif inclut notamment la création d'un espace sans frontières intérieures et d'une union économique et monétaire (incluant l'objectif d'une monnaie unique) et le renforcement de la cohésion économique et sociale[9].
- l'affirmation de l'identité européenne sur la scène internationale par la mise en place d'une politique étrangère et de sécurité commune, incluant la définition d'une politique de défense commune. Cet objectif ouvre, au conditionnel et sans limite de temps, la possibilité de faire évoluer cette politique de défense commune en une « défense commune »[10].
- l'instauration d'une citoyenneté de l'Union européenne[11].
- la coopération dans les domaines de la justice et des affaires intérieures[12].
- le maintien de l'acquis communautaire. Cet objectif inclut notamment un passage prévoyant une révision du traité après analyse des « politiques et formes de coopération instaurées » par le traité afin d'en améliorer l'efficacité[13].

L'article rappelle que ces objectifs doivent être atteints dans les conditions et délais prescrits tout en respectant le principe de subsidiarité prévu par le traité instituant la Communauté européenne.
L'article C rappelle le cadre institutionnel unique de l'Union européenne dont l'objectif est d'assurer « la cohérence et la continuité des actions menées en vue d'atteindre ses objectifs, tout en respectant et en développant l'acquis communautaire ». À cette fin, l'article rappelle que cette cohérence s'applique également à l'extérieur de l'Union et donc à la « politique en matière de relations extérieures, de sécurité, d'économie et de développement ». La cohérence est assurée par le Conseil de l'Union européenne et la Commission européenne.
L'article D inscrit dans les traités le Conseil européen, composé des chefs d'État ou de gouvernement des États membres ainsi que du président de la Commission qui sont accompagnés des ministres des Affaires étrangères et d'un membre de la Commission. Son rôle politique est consacré officiellement dans les traités, ainsi le Conseil européen « donne à l'Union les impulsions nécessaires à son développement et en définit les orientations politiques générales ».
L'article E revient sur les autres institutions de l'Union, dont les attributions sont prévues par les traités instituant les Communautés européennes (TCE, Traité Euratom, et Traité CECA) et par le traité sur l'Union européenne ainsi que les actes qui en découlent.
Enfin, l'article F revient sur trois principes du fonctionnement de l'Union européenne :
- le respect de l'identité nationale des États membres, indiquant que ceux-ci sont censés respecter la démocratie ;
- le respect des droits fondamentaux. Le traité fait ici également un renvoi à la Convention européenne de sauvegarde des droits de l'homme et des libertés fondamentales, au traité du Conseil de l'Europe, et aux « traditions constitutionnelles communes aux États membres » qui sont définis comme des principes généraux du droit communautaire.
- l'obtention des moyens nécessaires à la réalisation des objectifs définis par les traités.

#### Dispositions modifiant les traités instituant la CEE, la CECA et l'Euratom (titres II, III et IV)
Les articles G, H et I modifient respectivement le traités suivants :
- le traité instituant la Communauté économique européenne, qui devient le traité instituant la Communauté européenne ;
- le traité instituant la Communauté européenne du charbon et de l'acier ;
- et le traité instituant la Communauté européenne de l'énergie atomique.

#### Politique étrangère et de sécurité commune (titre V)
La politique étrangère et de sécurité commune (PESC) est l'objet des articles J à J.11 du titre V du traité UE. Elle est formellement instituée par l'article J. Les objectifs de la PESC sont établis à l'article J.1(2). :
- la « sauvegarde des valeurs communes, des intérêts fondamentaux et de l'indépendance de l'Union » ;
- le « renforcement de la sécurité de l'Union et de ses États membres sous toutes ses formes » ;
- le « maintien de la paix et le renforcement de la sécurité internationale ». L'article rappelle que l'action de l'Union dans ce domaine est conforme aux « principes de la Charte des Nations unies, ainsi qu'aux principes de l'Acte final d'Helsinki et aux objectifs de la Charte de Paris » ;
- la « promotion de la coopération internationale » ;
- le « développement et le renforcement de la démocratie et de l'État de droit, ainsi que le respect des droits de l'homme et des libertés fondamentales ».

À cette fin, une coopération systématique des États membres est institué et des actions communes sont développées dans les domaines dans lesquels les États membres ont de forts intérêts communs. L'article J.1(4) rappelle le principe de coopération loyale et de solidarité mutuelle entre les États membres.
L'institution de concertation de la PESC est le Conseil de l'Union européenne dans lequel les États discutent des sujets d'intérêt général afin d'améliorer leur influence et être plus efficace dans leurs actions. Si les discussions le permettent, le Conseil peut adopter des « positions communes ». De même, au sein des organisations et conférences internationales, les États membres coordonnent leurs actions et défendent leurs positions communes.
L'article J.3 établit la procédure d'adoption des actions communes. Le Parlement européen n'est pas impliqué dans la procédure, seul le Conseil décide, à l'unanimité, sur la base des orientations générales du Conseil européen,. Elles engagent les États membres. Les décisions nationales envisagées dans le cadre d'une action commune, à l'exception de la transposition de celle-ci au niveau national, sont dans la mesure du possible, et si cela est jugé nécessaire, communiquées au Conseil afin de déterminer si des concertation sont à envisager. En cas d'urgence, toutefois, le délai d'information peut être modifié et l'État membre peut adopter une décision dès lors qu'elle respecte les objectifs de l'action commune. Il doit toutefois informer le Conseil
Les aspects de sécurité et de défense de la PESC sont traités à l'article J.4 du TUE. Ainsi, le premier paragraphe de l'article dispose que la sécurité et la définition d'une politique de défense commune sont incluses dans la portée de la PESC. Le premier paragraphe précise notamment que cette « politique de défense commune, […] pourrait conduire, le moment venu, à une défense commune ». Les sujets liés à la défense ne suivent pas la procédure de l'article J.3.
L'article institut notamment la façon dont s'organise les relations entre l'Union européenne et l'Union de l'Europe occidentale. Cette dernière organisation, définie comme « partie intégrante du développement de l'Union européenne », est chargée d'élaborer et de mettre en œuvre les décisions et actions de l'Union qui ont des implications dans le domaine de la défense. Le paragraphe 6 complète cette disposition en prévoyant l'avenir de l'UEO. En effet, l'article XII du traité de Bruxelles tel qu'amendé le 23 octobre 1954, dispose que « [à] l'expiration des cinquante ans, chaque Haute Partie Contractantes aura le droit de mettre fin au Traité, en ce qui la concerne, à condition d'adresser une déclaration à cet effet au Gouvernement belge avec préavis d'un an ». Ce délai arrive à échéance en 1998 et l'article prévoit en conséquence une révision du TUE conformément à la procédure de l'article N(2) du TUE. Cette révision devra résulter d'un rapport soumis en 1996 par le Conseil européen prenant en compte les progrès réalisés et l'expérience acquise depuis l'entrée en vigueur du TUE. Des dispositions supplémentaires sont prévues dans la déclaration relative à l'Union de l'Europe occidentale annexée au TUE.
Le quatrième paragraphe de l'article J.4 TUE précise que la « politique de [défense de] l'Union […] n'affecte pas le caractère spécifique de la politique de sécurité et de défense de certains États membres ». De même, l'article rappelle la priorité donnée aux obligations de certains États membres résultant de leur adhésion au traité de l'Atlantique nord.
Enfin, une coopération plus étroite entre les États volontaires (au minimum deux) en matière de défense est possible, dès lors qu'elle n'entrave pas la politique européenne de défense ni celles définies au niveau de l'UEO et de l'OTAN.
L'article J.5 indique que la présidence du Conseil de l'Union européenne représente l'Union en matière de PESC (dans les organisations et conférences internationales notamment) et met en œuvre les actions communes. L'État exerçant la présidence peut être assisté de celui l'ayant précédé et de celui qui le suivra. La Commission européenne est impliquée dans ces tâches ainsi que le Parlement européen, ce dernier étant consulté et dont les opinions sont prises en considération. Toutefois, lorsque seuls quelques États membres participent à une organisation ou à une conférence internationale, ceux qui y participent doivent tenir informés les autres lorsque les questions soulevées présentent un intérêt commun. Cela inclut notamment les États membres qui sont membres (ici, permanents et temporaires) du Conseil de sécurité des Nations unies. Les États membres qui sont membres permanents devront défendre les intérêts et positions de l'Union européenne, « sans préjudice des responsabilités qui leur incombent en vertu des dispositions de la Charte des Nations unies » : il s'agissait, alors, de la France et du Royaume-Uni.
L'obligation de coopération s'étend également aux missions diplomatiques et consulaires des États membres et les délégations de la Commission dans les pays tiers et les organisations et conférences internationales. En cela, elle doivent se concerter afin d'assurer le respect des positions et actions communes.
Un comité politique est constitué afin de suivre « la situation internationale dans les domaines relevant de la politique étrangère et de sécurité commune et contribue à la définition des politiques en émettant des avis à l'intention du Conseil ».
En terme budgétaire, l'article J.11(2) dispose que les dépenses administratives de la PESC sont prises en charge par le budget des Communautés tandis que la charge des dépenses opérationnelles (missions, etc.) est attribuée sur décision du Conseil : à l'unanimité au budget des Communautés (auquel cas la procédure budgétaire normale s'applique), par constatation aux États membres.

#### Coopération dans les domaines de la justice et des affaires intérieures (titre VI)
La coopération dans les domaines de la justice et des affaires intérieures (JAI) est l'objet des articles K à K.9 du titre VI du traité UE. Elle est formellement instituée par l'article K. Les intérêts communs de la coopération dans les domaines de la JAI sont établis à l'article K.1 :
1. la « politique d'asile » ;
2. les « règles régissant le franchissement des frontières extérieures des États membres par des personnes et l'exercice du contrôle de ce franchissement » ;
3. la « politique d'immigration et la politique à l'égard des ressortissants des pays tiers » : à savoir « les conditions d'entrée et circulation des ressortissants des pays tiers », les « conditions de séjour des ressortissants des pays tiers » (dont le regroupement familial et l'accès à l'emploi), et la « lutte contre l'immigration, le séjour et le travail irréguliers de ressortissants des pays tiers ».
4. la « lutte contre la toxicomanie » ;
5. la « lutte contre la fraude de dimension internationale » ;
6. la « coopération judiciaire en matière civile » ;
7. la « coopération judiciaire en matière pénale » ;
8. la « coopération douanière » ;
9. la « coopération policière en vue de la prévention et de la lutte contre le terrorisme, le trafic illicite de drogue et d'autres formes graves de criminalité internationale ». Cela inclut la coopération douanière, notamment en lien avec un « système d'échanges d'informations au sein d'un Office européen de police (Europol) ».

L'article K.2 engage l'Union européenne à respecter la Convention européenne de sauvegarde des droits de l'homme et des libertés fondamentales (1950) du Conseil de l'Europe, la Convention relative au statut des réfugiés (1951) des Nations unies, et les protections accordées « par les États membres aux personnes persécutées pour des motifs politiques ». L'article rappelle toutefois qu'il ne « porte pas atteinte à l'exercice des responsabilités qui incombent aux États membres pour le maintien de l'ordre public et la sauvegarde de la sécurité intérieure ».
La coopération dans le domaine de la JAI est instituée par l'article K.3(1) qui énonce un devoir d'information et de consultation au sein du Conseil. Les administrations et services compétents des États membres collaborent également directement.
L'article K.3(2) énonce que l'initiative dans le domaine de la JAI appartient :
- aux États membres ou à la Commission dans les domaines des points 1 à 6 de l'article K.1. Il s'agit notamment de l'asile, des règles de franchissement des frontières, de la politique d'immigration, de la lutte contre la toxicomanie, la fraude et la coopération judiciaire en matière civile.
- aux États membres dans les domaines des points 7 à 9 de l'article K.1, c'est-à-dire : la coopération judiciaire en matière pénale, la coopération douanière, et la coopération policière.

Une fois l'initiative lancée, le Conseil peut, à l'unanimité (sauf en cas de procédure ou en cas d'exception), adopter : des positions communes et promouvoir les coopérations permettant la réalisation des objectifs de l'UE ; des actions communes (si les objectifs de l'Union sont mieux réalisés par les États membres agissant ensemble plutôt qu'isolément), notamment à la majorité qualifiée s'il le décide ; établir de conventions dont il pourra demander l'adoption par les États membres.
Un comité de coordination de hauts fonctionnaires est également créé. Il a également pour fonction de formuler des avis au Conseil, et de contribuer à la préparation de ses travaux. La Commission participe également aux travaux liés au domaine de la JAI. Le Parlement est également impliqué dans les travaux, notamment en étant informés et consultés par le Conseil et la Commission. Il peut également poser des questions et formuler des recommandations.
Au moins deux États membres peuvent décider de mettre en place une coopération étroite dès lors qu'elle n'entrave pas la politique menée en commun au niveau européen.
En terme budgétaire, l'article K.8(2) dispose que les dépenses administratives de la JAI sont prises en charge par le budget des Communautés tandis que la charge des dépenses opérationnelles (missions, etc.) est attribuée sur décision du Conseil : à l'unanimité au budget des Communautés (auquel cas la procédure budgétaire normale s'applique), par constatation aux États membres.

#### Dispositions finales (titre VII)
Le titre VII aborde des questions diverses telles que la juridiction de la Cour de justice, l'aspect modificatif du TUE, la procédure de révision des traités, l'adhésion de nouveaux États membres, etc.
L'article L définit l'étendue des compétences de la Cour de justice des Communautés européennes, dont la juridiction est définie au sein des traités instituant la Communauté européenne, la Communauté européenne du charbon et de l'acier et la Communauté européenne de l'énergie atomique. Dans le cadre du TUE, cette juridiction est limitée aux dispositions :
- modifiant lesdits traités ci-dessus ;
- le troisième alinéa de l'article K.3 paragraphe 2 point c) ;
- et les articles L à S.

L'article M souligne que seuls les articles modifiant les traités instituant les Communautés peuvent modifier ces derniers. Les autres dispositions du TUE ne sont donc pas de nature à les modifier.
La procédure de révision des traités est prévue à l'article N. Le premier paragraphe énonce que le projet de révision peut provenir du gouvernement d'un État membre de la Commission. Ce projet est alors soumis au Conseil. Celui-ci a alors l'obligation de consulter le Parlement européen et la Commission et peut, ensuite, émettre un avis sur le sujet. Si l'avis est favorable, une « conférence des représentants des gouvernements des États membres est convoquée par le président du Conseil en vue d'arrêter d'un commun accord les modifications à apporter [aux] traités ». Si la révision porte sur des modifications institutionnelles dans le domaine monétaire, le Conseil de la Banque centrale européenne est consulté. Les amendements entrent en vigueur « après avoir été ratifiés par tous les États membres conformément à leurs règles constitutionnelles respectives ».
Il convient de noter qu'une conférence des représentants des gouvernements des États membres doit être convoquée en 1996 selon l'article N(2) du traité. Ainsi, l'article prévoit déjà qu'il faudra modifier le traité pour atteindre les objectifs énoncés aux articles A et B du TUE. Cette disposition a été prévue afin d'améliorer le dispositif institutionnel mis en place par le traité. Cette révision avait également pour objectif de résoudre des tensions sur la formulation de la politique étrangère et de sécurité commune.
L'adhésion de nouveaux États membres est prévue à l'article O. Celui-ci dispose que « tout État européen peut demander à devenir membre de l'Union ». À cette fin, il dépose une demande au Conseil qui se prononce à l'unanimité après consultation de la Commission et avis conforme du Parlement européen qui se prononce à la majorité absolue de ses membres. Une fois les négociations d'adhésion conclues, un accord est conclu entre les États membres et l’État demandeur et prend en compte les conditions d'admission et les adaptations qu'entraîne l'adhésion dans les traités.
L'article P abroge les dispositions 2 à 7 et 10 à 19 du traité de fusion des exécutifs communautaires et les articles 2 et 3(2) ainsi que le titre III de l'Acte unique européen.
L'article Q dispose que le « traité est conclu pour une durée illimitée ». L'entrée en vigueur, si tous les instruments de ratification sont déposés, se fait le 1er janvier 1993. En cas de non-ratification dans les délais impartis, l'article prévoyait également son entrée en vigueur le premier jour du mois suivant le dépôt des instruments du dernier État signataire.
Le processus de ratification est prévu à l'article R. Les États membres le ratifient selon leurs « règles constitutionnelles respectives » puis « les instruments de ratification [sont] déposés auprès du gouvernement de la République italienne ».
Enfin, l'article S énonce les langues faisant foi du TUE : l'allemand, l'anglais, le danois, l'espagnol, le français, le grec, l'irlandais, l'italien, le néerlandais et le portugais. Le texte original dans chacune de ces langues est déposé aux « archives du gouvernement de la République italienne, qui [remet] une copie certifiée conforme à chacun des gouvernements des autres États signataires ».

#### Protocoles et la déclaration

##### Protocoles
Les protocoles annexés au traité sont les suivants :
- le protocole sur l'acquisition de bien immobilier au Danemark ;
- le protocole sur l'article 119 du traité instituant la Communauté européenne ;
- le protocole sur les statuts du système européen de banques centrales et de la banque centrale européenne ;
- le protocole sur les statuts de l'Institut monétaire européen ;
- le protocole sur la procédure concernant les déficits excessifs ;
- le protocole sur les critères de convergence visés à l'article 109 J du traité instituant la Communauté européenne ;
- le protocole modifiant le protocole sur les privilèges et immunités des Communautés européennes ;
- le protocole sur le Danemark ;
- le protocole sur le Portugal ;
- le protocole sur le passage à la troisième phase de l'Union économique et monétaire ;
- le protocole sur certaines dispositions relatives au Royaume-Uni de Grande-Bretagne et d'Irlande du Nord ;
- le protocole sur certaines dispositions relatives au Danemark ;
- le protocole sur la France ;
- le protocole sur la politique sociale ;
- le protocole sur la cohésion économique et sociale ;
- le protocole sur le Comité économique et social et sur le Comité des régions ;
- le protocole annexé au traité sur l'Union européenne et aux traités instituant les Communautés européennes.

##### Déclarations
Les déclarations suivantes sont annexées au traité :
- la déclaration relative à la protection civile, à l'énergie et au tourisme ;
- la déclaration relative à la nationalité d'un État membre ;
- la déclaration relative à la troisième partie, titres III et VI, du traité instituant la Communauté européenne ;
- la déclaration relative à la troisième partie, titre VI, du traité instituant la Communauté européenne ;
- la déclaration relative à la coopération monétaire avec les pays tiers ;
- la déclaration relative aux relations monétaires avec la République de Saint-Marin, la Cité du Vatican et la Principauté de Monaco ;
- la déclaration relative à l'article 73 D du traité instituant la Communauté européenne ;
- la déclaration relative à l'article 109 du traité instituant la Communauté européenne ;
- la déclaration relative à la troisième partie, titre XVI, du traité instituant la Communauté européenne ;
- la déclaration relative aux articles 109, 130 R et 130 Y du traité instituant la Communauté européenne ;
- la déclaration relative à la directive du 24 novembre 1988 (Émissions) ;
- la déclaration relative au Fonds européen de développement ;
- la déclaration relative au rôle des Parlements nationaux dans l'Union européenne ;
- la déclaration relative à la Conférence des Parlements ;
- la déclaration relative au nombre des membres de la Commission et du Parlement européen ;
- la déclaration relative à la hiérarchie des actes communautaires ;
- la déclaration relative au droit d'accès à l'information ;
- la déclaration relative aux coûts estimés résultant des propositions de la Commission ;
- la déclaration relative à l'application du droit communautaire ;
- la déclaration relative à l'évaluation de l'impact environnemental des mesures communautaires ;
- la déclaration relative à la Cour des comptes ;
- la déclaration relative au Comité économique et social ;
- la déclaration relative à la coopération avec les associations de solidarité ;
- la déclaration relative à la protection des animaux ;
- la déclaration relative à la représentation des intérêts des pays et territoires d'outre-mer visés à l'article 227 paragraphes 3 et 5 points a) et b) du traité instituant la Communauté européenne ;
- la déclaration relative aux régions ultrapériphériques de la Communauté ;
- la déclaration relative aux votes dans le domaine de la politique étrangère et de sécurité commune ;
- la déclaration relative aux modalités pratiques dans le domaine de la politique étrangère et de sécurité commune ;
- la déclaration relative au régime linguistique dans le domaine de la politique étrangère et de sécurité commune ;
- la déclaration relative à l'Union de l'Europe occidentale ;
- la déclaration relative à l'asile ;
- la déclaration relative à la coopération policière ;
- la déclaration relative aux litiges entre la BCE et l'IME, d'une part, et leurs agents, de l'autre.

## Version consolidée de 1997: le traité d'Amsterdam
Le traité d'Amsterdam révise le traité sur l'Union européenne ainsi que les trois traités instituant les Communautés européennes (TCE, traité CECA et traité Euratom). Les modifications concernant le traité sur l'Union européenne sont inscrites à l'article 1er du traité, dans plusieurs paragraphes, et les articles suivant modifient les autres traités. Ainsi, les titres II, III et IV qui avaient servi de titres modificatifs des autres traités instituant les autres Communautés ne sont pas modifiés dans l'article premier, le traité d'Amsterdam modifiant directement leurs dispositions.

### Contenu

#### Préambule
Les paragraphes 1, 2 et 3 de l'article 1er du traité d'Amsterdam modifie le préambule du TUE.
Tout d'abord, un nouveau considérant est inséré en quatrième position. Celui-ci introduit dans le préambule un aspect social puisque le considérant réaffirme l'attachement des États membres aux « droits sociaux fondamentaux [...] définis dans la Charte sociale européenne [...] et dans la Charte communautaire des droits sociaux fondamentaux des travailleurs ».
Le septième considérant est modifié pour prendre en compte l'ensemble des évolutions dans la réalisation du « progrès économique et social » de l'Europe. Ainsi, l'ensemble des aspects sociaux-économiques, la réalisation du marché intérieur et la protection de l'environnement doivent prendre en compte le « principe du développement durable ».
Le neuvième considérant est modifié en trois endroits. Dans un premier temps, la mention d'une « définition à terme d'une politique de défense commune » est remplacé par une « définition progressive d'une politique de défense commune ». Parallèlement, la mention selon laquelle cette politique interviendrait « le moment venu » est retiré. Enfin, le considérant renvoi explicitement à « l'article J.7 ».
Enfin, le dixième considérant est modifié afin de prendre les évolutions en matière de libre circulation des personnes, passant de la réaffirmation d'un objectif à un objectif réalisé que les États membres se déclarent « résolus » à maintenir. À cette fin, la mention à la « justice et aux affaires intérieures » est remplacée par l'espace de liberté, de sécurité et de justice, qui garantit la libre circulation entre les États membres ainsi que les mesures de sécurité l'accompagnant.

#### Dispositions communes (titre I)
L'article A alinéa 2 du traité est modifié afin de souligner que le processus de décision, dans l'Union européenne, doit être fait « dans le plus grand respect possible du principe d'ouverture ». Le principe de proximité avec les citoyens est maintenu.
L'article B, sur les objectifs de l'Union, est également modifié et l'objectif d'atteindre « un niveau d'emploi élevé, et de parvenir à un développement équilibré et durable » est ajouté. Au paragraphe 2, la définition de la politique de défense commune ne se fait plus « à terme » mais progressivement. Le renvoi à l'article J.7 du traité modifié est également ajouté. L'objectif le plus modifié étant celui défini au paragraphe 4 qui passe du « développement une coopération étroite dans le domaine de la justice et des affaires intérieures » à : « maintenir et de développer l'Union en tant qu'espace de liberté, de sécurité et de justice au sein duquel est assurée la libre circulation des personnes, en liaison avec des mesures appropriées en matière de contrôle des frontières extérieures, d'asile, d'immigration ainsi que de prévention de la criminalité et de lutte contre ce phénomène ». Enfin, au dernier paragraphe, le renvoi à l'article N(2) sur la procédure de modification est retiré.
L'article C est modifié afin de préciser que le Conseil et la Commission, chargés d'assurer la cohérence de l'action extérieure de l'Union, doivent le faire en coopérant afin que leurs actions soient complémentaires.
L'article E ajoute à la liste des institutions dont les attributions sont définies dans le traité la Cour des comptes européenne.
L'article F est modifié de deux façons. Dans un premier temps, le premier paragraphe est remplacé : alors que celui-ci mettait l'accent sur le respect de l'identité nationale des États membres, la formule est modifiée et souligne que l'Union elle-même est fondée sur certains principes : « la liberté, […] la démocratie, [le] respect des droits de l'homme et des libertés fondamentales, ainsi que […] l'État de droit » soulignant, de plus, que ce sont des « principes qui sont communs aux États membres ». La mention retirée au paragraphe 1 sur l'identité nationale est restituée dans un nouveau paragraphe 3 (l'ancien paragraphe 3 devenant le paragraphe 4) avec une phrase unique : «  l'Union respecte l'identité nationale de ses États membres ».
Enfin, un nouvel article est inséré, l'article F.1, qui établit une procédure en cas de violation grave et persistante des principes énoncés à l'article F. La procédure débute par une proposition d'un tiers des États membres ou de la Commission faite au Conseil, lequel statut à l'unanimité sur celle-ci après avis du Parlement européen. Il peut ainsi constater l'existence de ces violations après avoir invité le gouvernement dudit État membre à présenter des observations en la matière. Une fois cette première démarche faite, le Conseil peut décider à la majorité qualifiée de «  suspendre certains des droits découlant de l'application [des traités] à l'État membre en question, y compris les droits de vote du représentant du gouvernement de cet État membre au sein du Conseil » tout en prenant en compte les « conséquences éventuelles d'une telle suspension sur les droits et obligations des personnes physiques et morales ». L'article F.1(3) prévoit la possibilité de modifier à la majorité qualifiée en les allégeant ou les durcissant, les mesures adoptées contre l’État en prenant en compte les éventuels changements. Le gouvernement de l’État en question n'est pas pris en compte dans ce vote et les abstentions sont constructives (c'est-à-dire qu'elle n'empêche pas l'adoption des décisions).

#### Dispositions concernant la PESC (titre V)
Le nombre d'articles dans le titre V passe de 12 à 18. L'article J est supprimé et le titre début directement au titre J.1.
L'article J.1 change de formulation. Ainsi, alors que la PESC était définie et mise par « l'Union et ses États membres », elle est désormais définie et mise en œuvre par l'Union selon le traité. Ce changement de formulation ne change pas nécessairement le sens de la phrase puisque le terme « Union » peut désigner trois réalités différentes : l'Union et ses États membres, l'Union (ses institutions) ou le groupe composé des États membres agissant de manière coordonnée. Les objectifs de cette politique sont maintenus et développés, dont notamment :
- à « la sauvegarde des valeurs communes, des intérêts fondamentaux et de l'indépendance de l'Union » s'ajoute son intégrité, conformément à la Charte des Nations unies ;
- à la formulation du deuxième point est également modifié, réunissant « l'Union et de ses États membres » sous le terme unique « l'Union » ;
- et au troisième point, la mention « y compris aux frontières extérieures » est rajouté dans le cadre du maintien de la paix et du renforcement de la sécurité internationale.

L'ancien article J.1(4) est déplacé en J.1(2) et reformulé. Ainsi, une phrase est ajoutée entre la première et la deuxième indiquant que « les États membres œuvrent de concert au renforcement et au développement de leur solidarité politique mutuelle ».
L'ancien paragraphe J.1(3) sur les moyens est transféré à l'article J.2 et les moyens sont multipliés :
1. la définition de « principes et […] orientations générales de la politique étrangère et de sécurité commune » ;
2. en décidant sur « des stratégies communes » ;
3. « en adoptant des actions communes » ;
4. « en adoptant des positions communes » ;
5. « en renforçant la coopération systématique entre les États membres pour la conduite de leur politique ».

Le nouvel article J.3 est issu de l'ancien article J.8, renforçant ainsi le rôle du Conseil européen dans la PESC. En effet, son rôle dans les « questions ayant des implications en matière de défense » est directement cité au paragraphe 1. Le paragraphe 2 est raccourci de telle sorte que son contenu fasse référence aux moyens prévus à l'article J.2. Ainsi, le Conseil européen décide des « stratégies communes ». L'article J.3(3) établit que le Conseil adopte des décisions « nécessaires à la définition et à la mise en œuvre de la politique étrangère et de sécurité commune, sur la base des orientations générales définies par le Conseil européen ». Il peut aussi recommander des stratégies communes au Conseil européen.

### Signataires

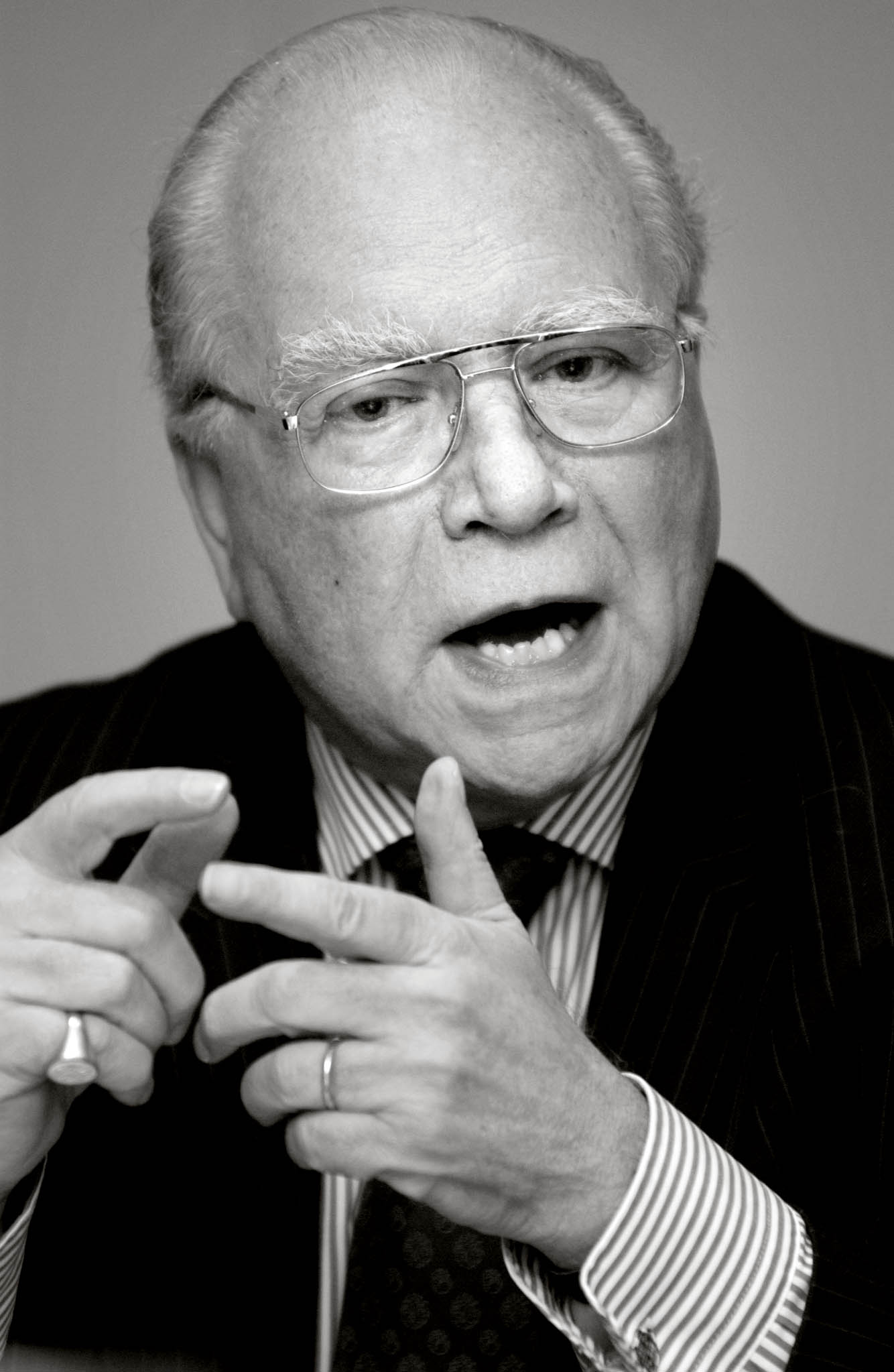
Belgique : Mark Eyskens, ministre des Affaires étrangères
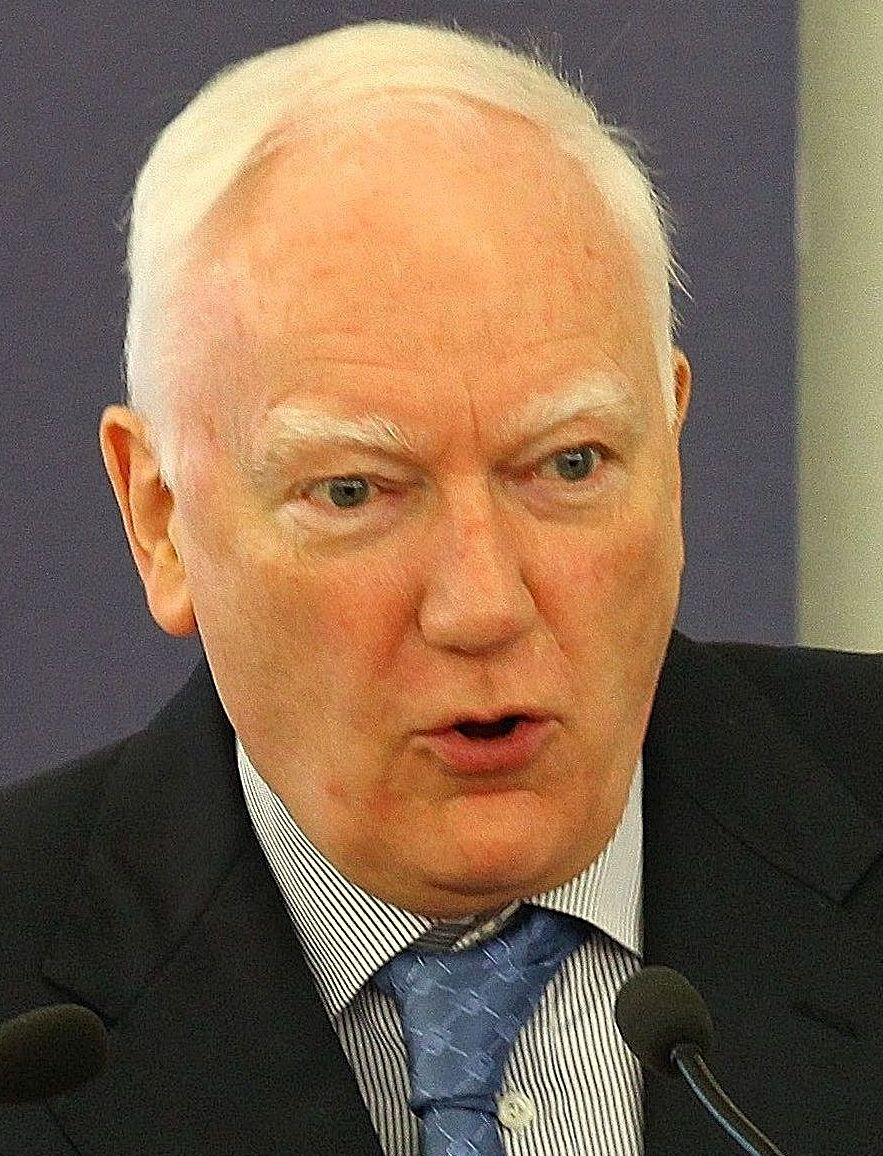
Belgique : Philippe Maystadt, ministre des Finances
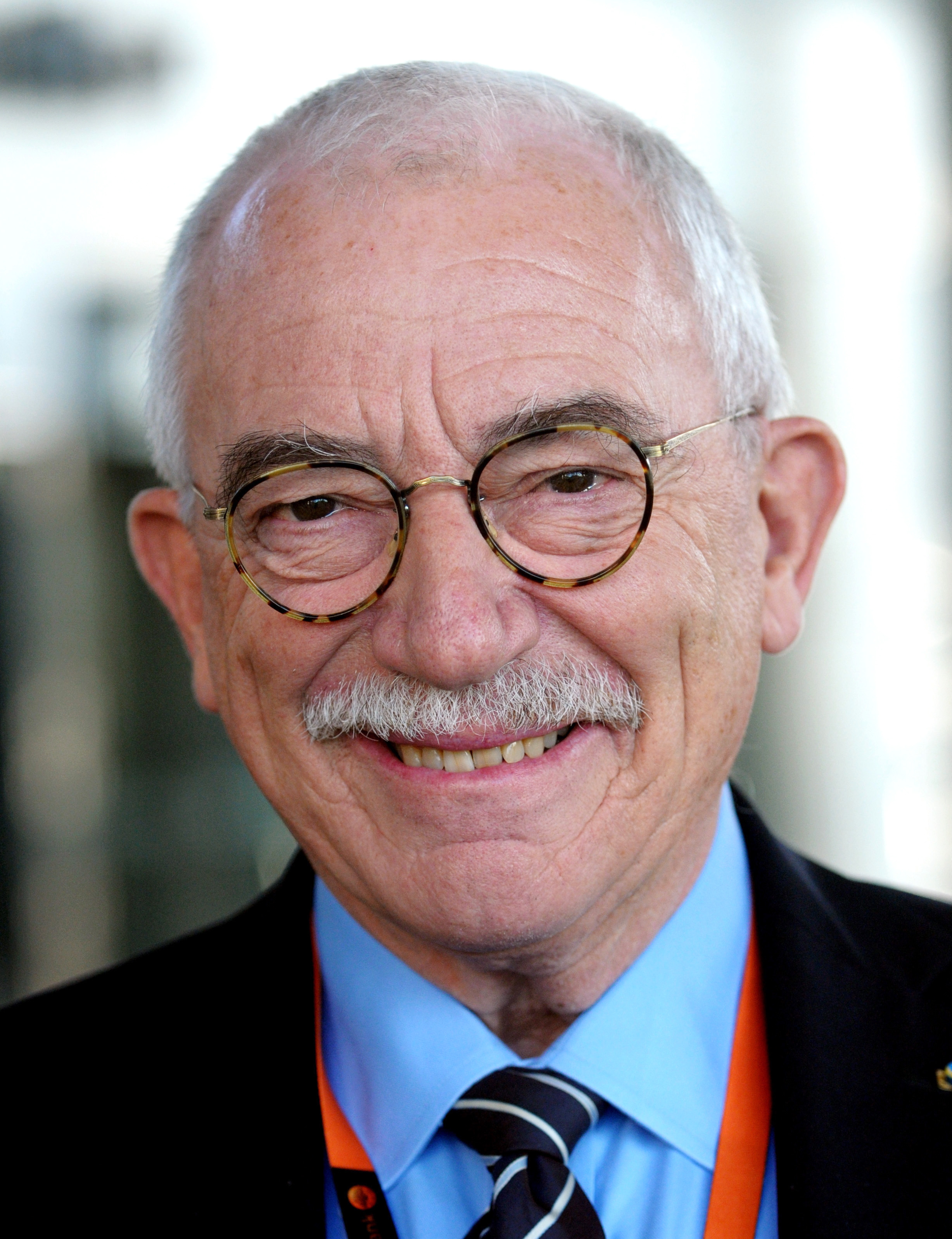
Danemark : Uffe Ellemann-Jensen, ministre des Affaires étrangères
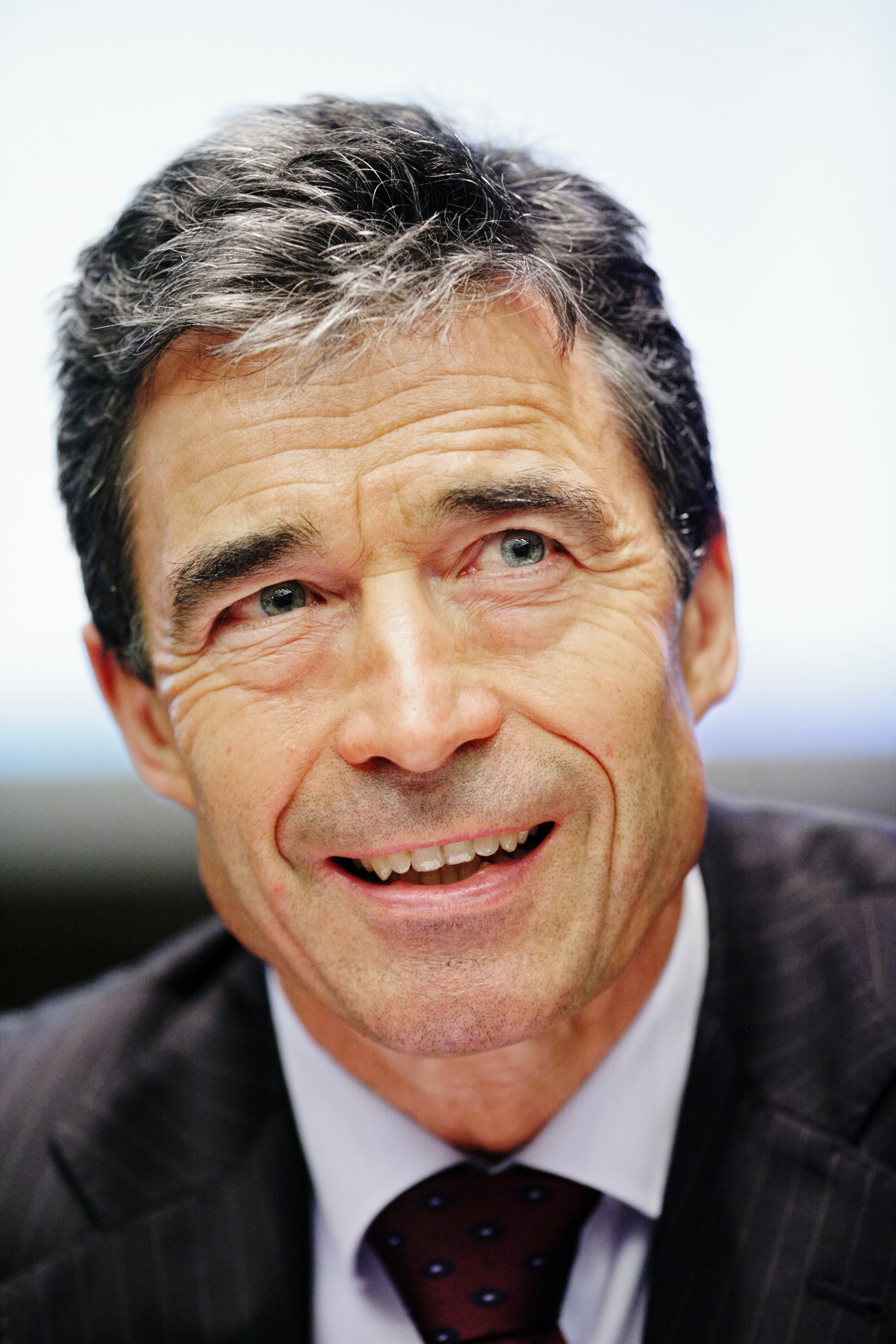
Danemark : Anders Fogh Rasmussen, ministre des Affaires économiques
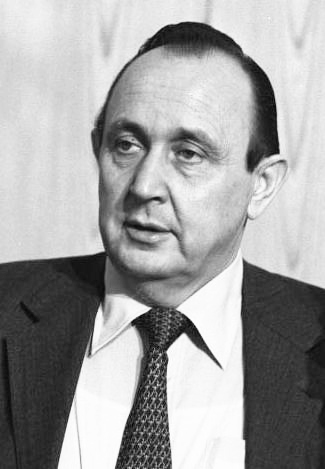
Allemagne : Hans-Dietrich Genscher, ministre fédéral des Affaires étrangères;
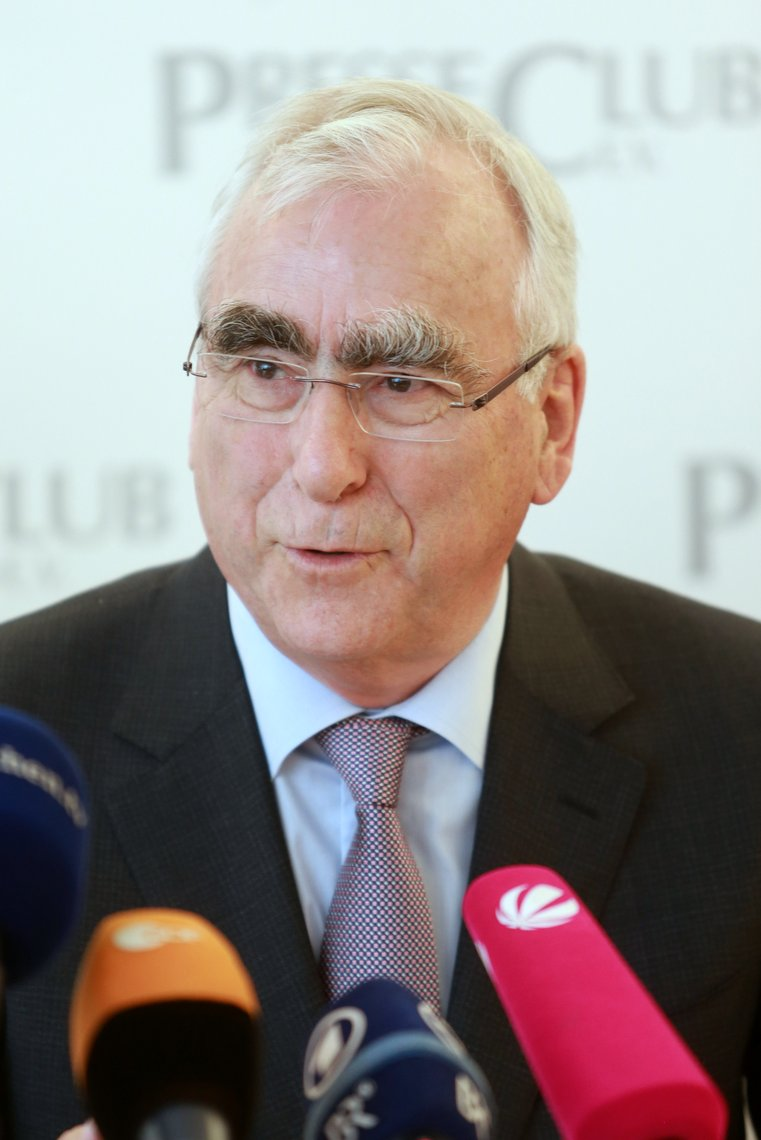
Allemagne : Theodor Waigel, ministre fédéral des Finances
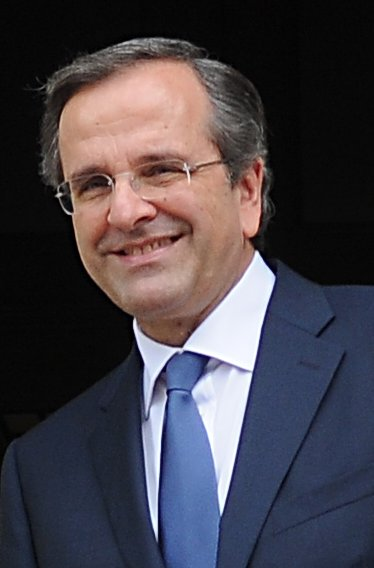
Grèce : Antónis Samarás, ministre des Affaires étrangères
Grèce : Efthýmios Christodoúlou, ministre de l'Économie nationale
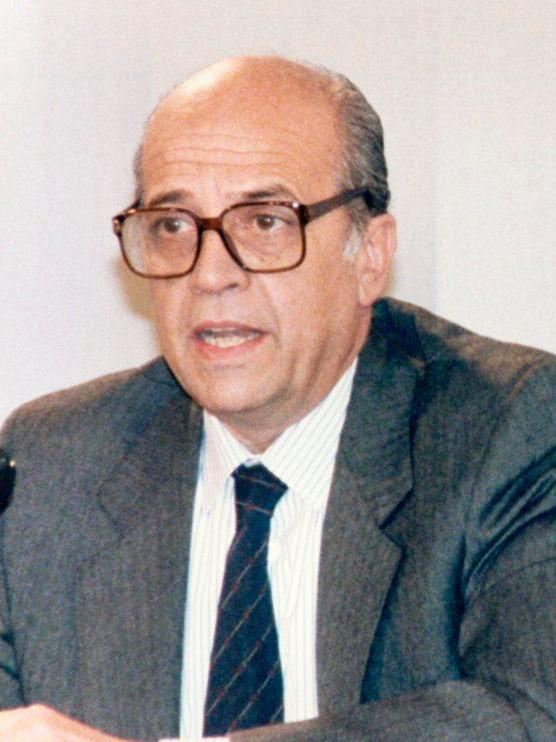
Espagne : Francisco Fernández Ordóñez, ministre des Affaires étrangères
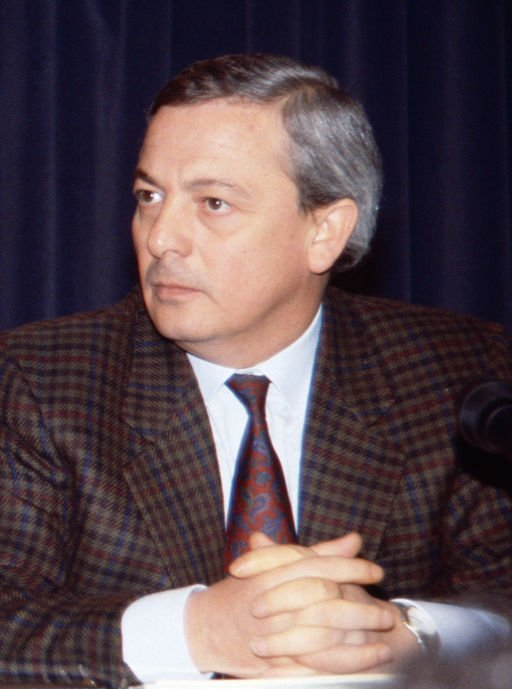
Espagne : Carlos Solchaga Catalán, ministre des Finances
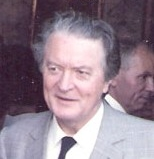
France : Roland Dumas, ministre des Affaires étrangères
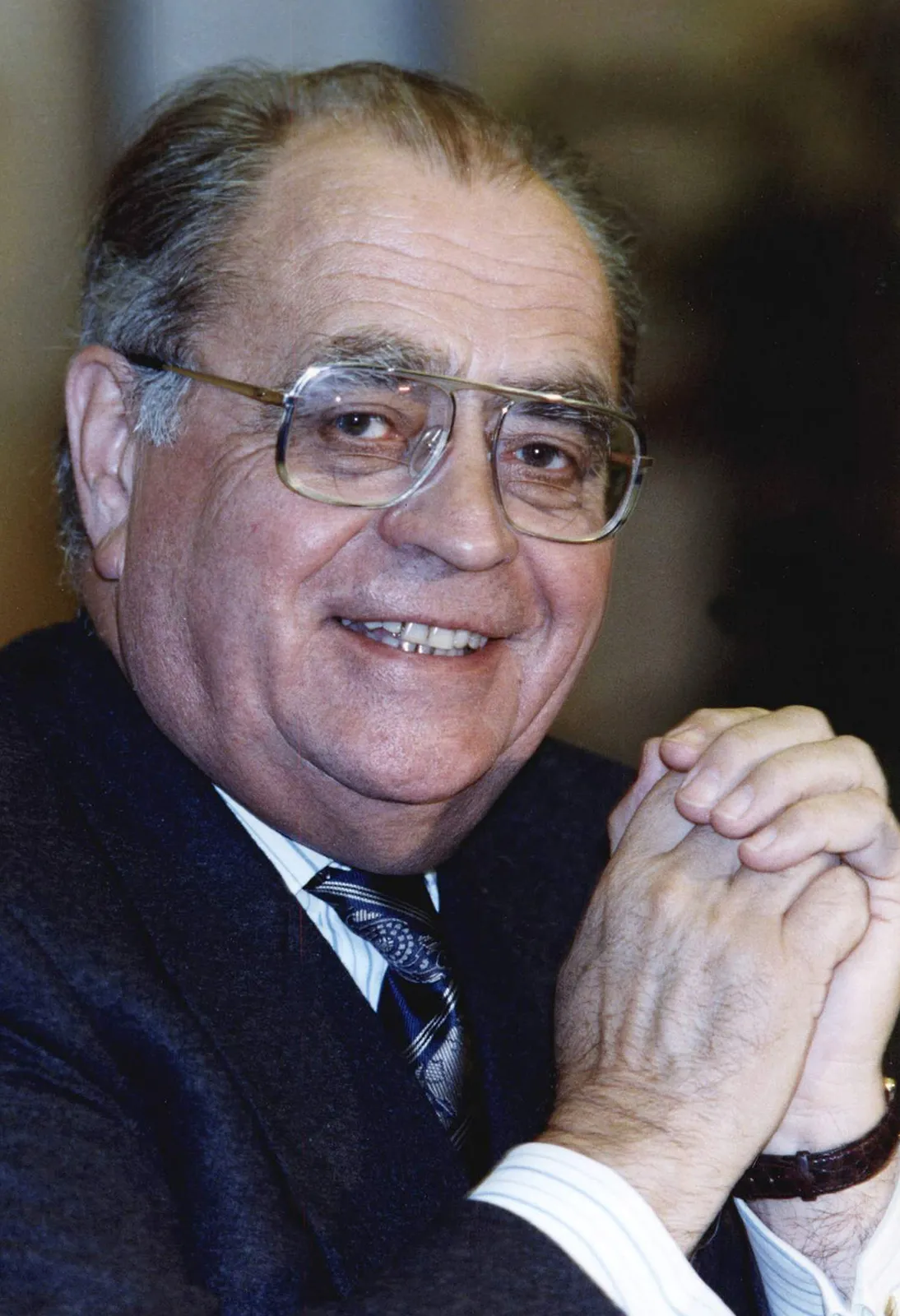
France : Pierre Bérégovoy, ministre des Finances et du Budget
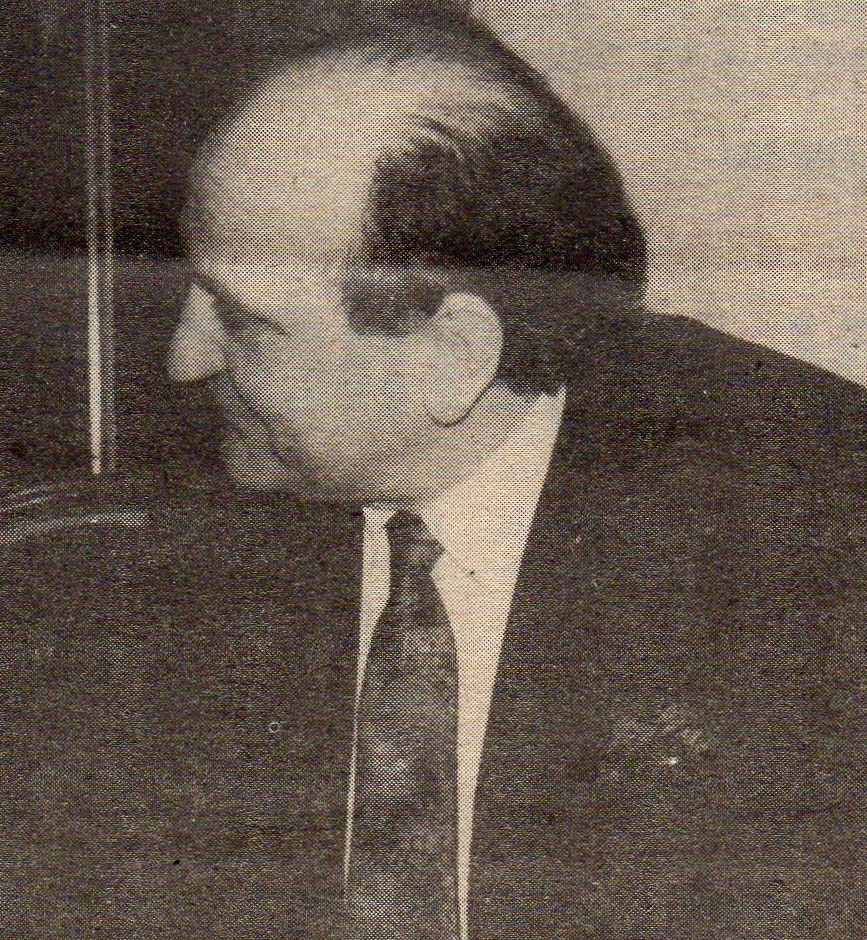
Irlande : Gerry Collins, ministre des Affaires étrangères
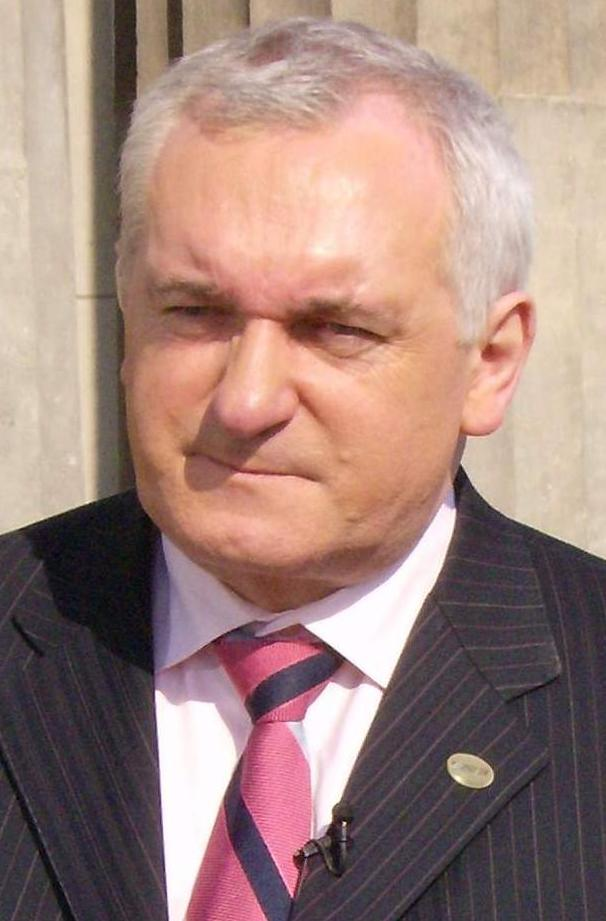
Irlande : Bertie Ahern, ministre des Finances
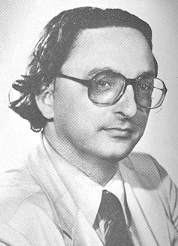
Italie : Gianni De Michelis, ministre des Affaires étrangères
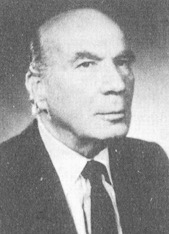
Italie : Guido Carli, ministre du Trésor
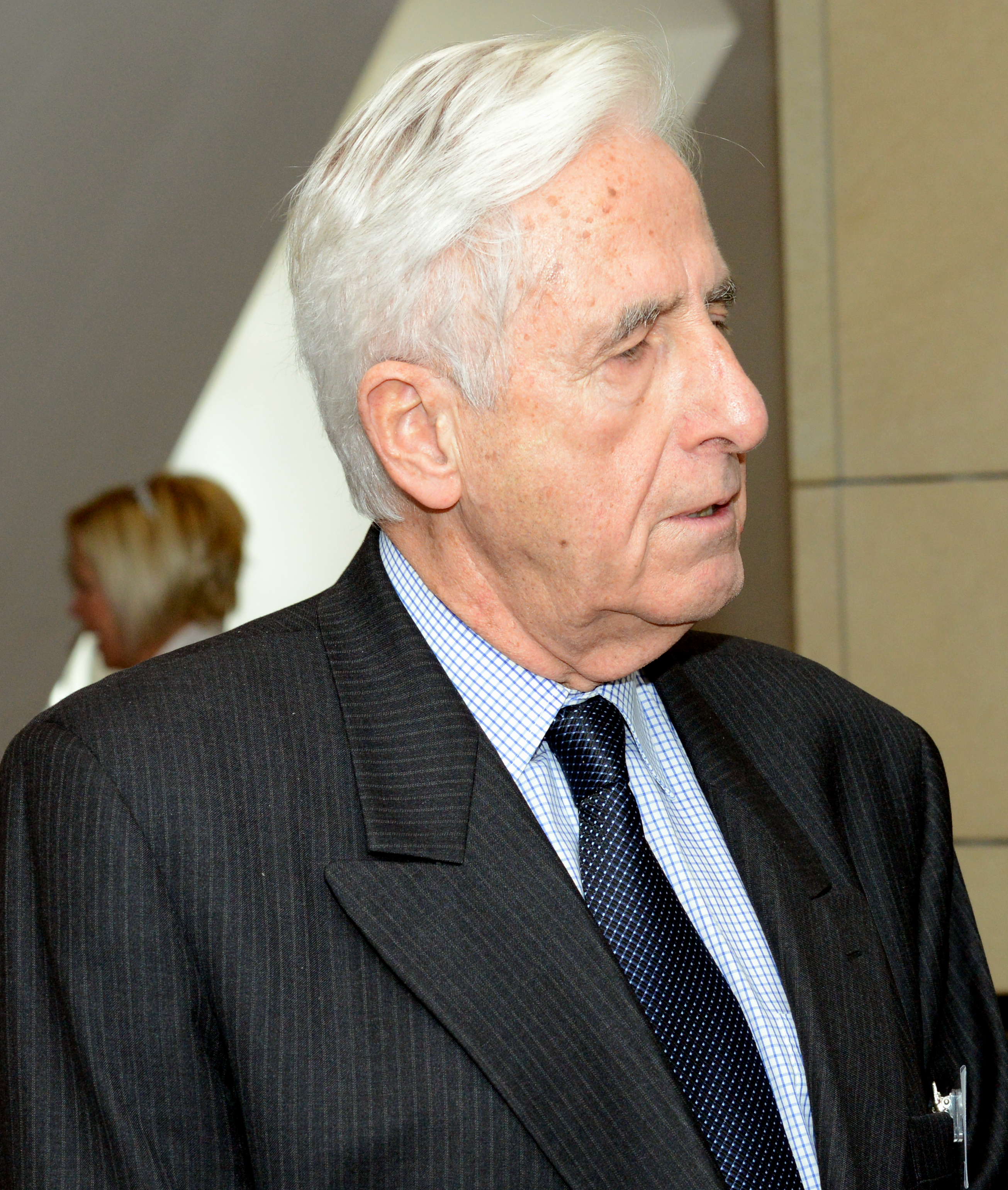
Luxembourg : Jacques Poos, ministre des Affaires étrangères
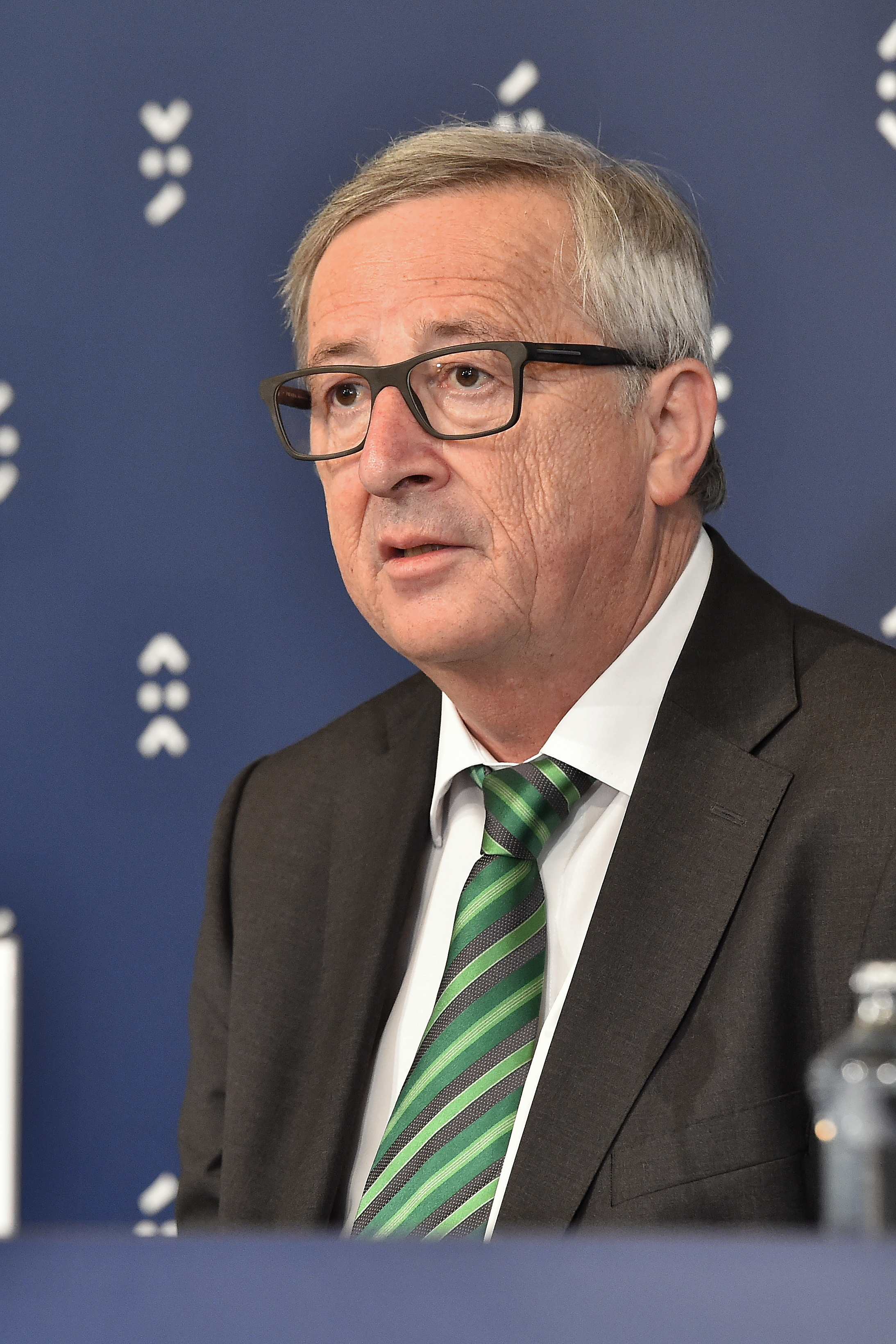
Luxembourg : Jean-Claude Juncker, ministre des Finances
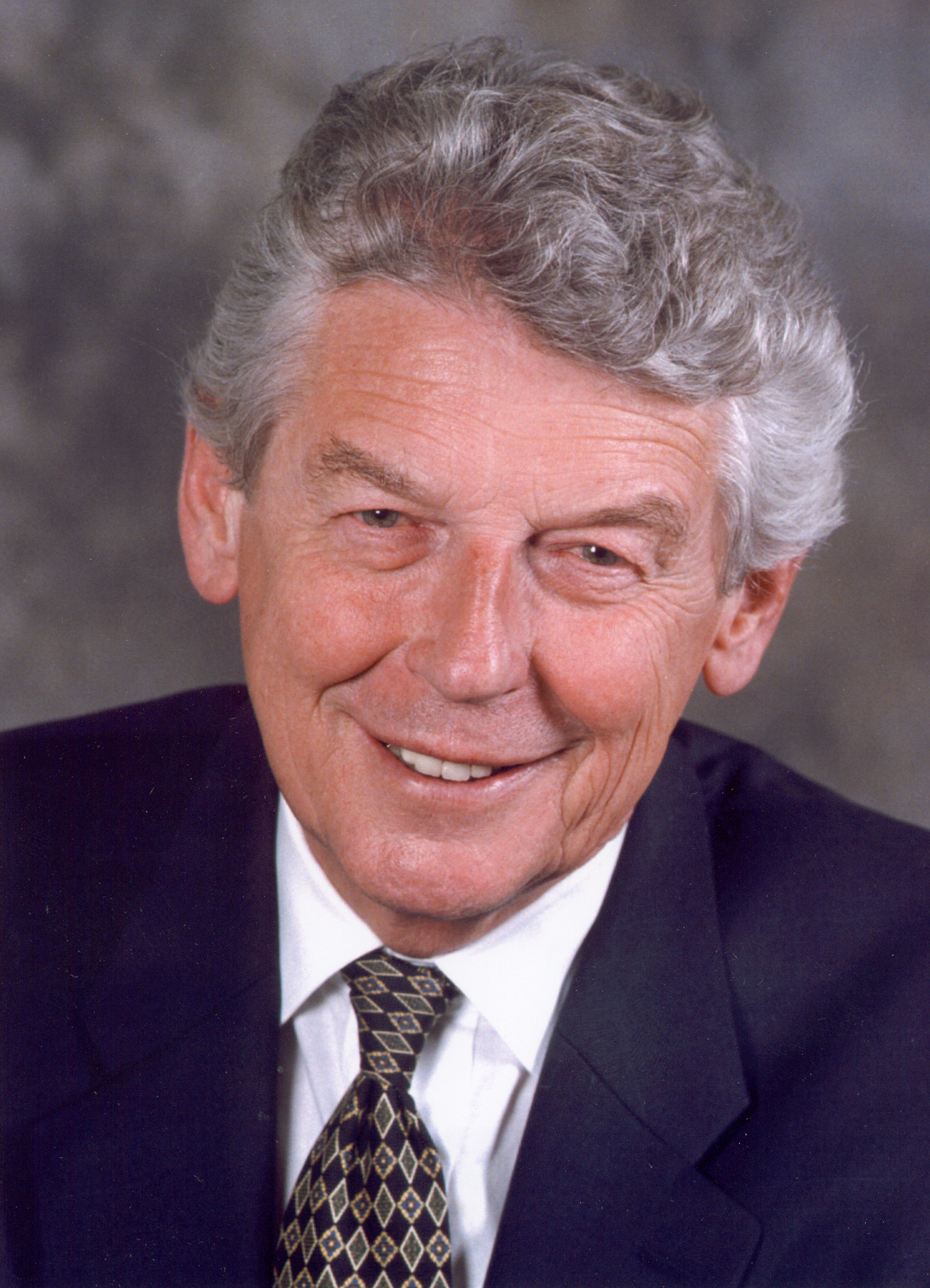
Pays-Bas : Willem Kok, ministre des Finances
Portugal : João de Deus Pinheiro, ministre des Affaires étrangères
Portugal : Jorge Braga de Macedo, ministre des Finances
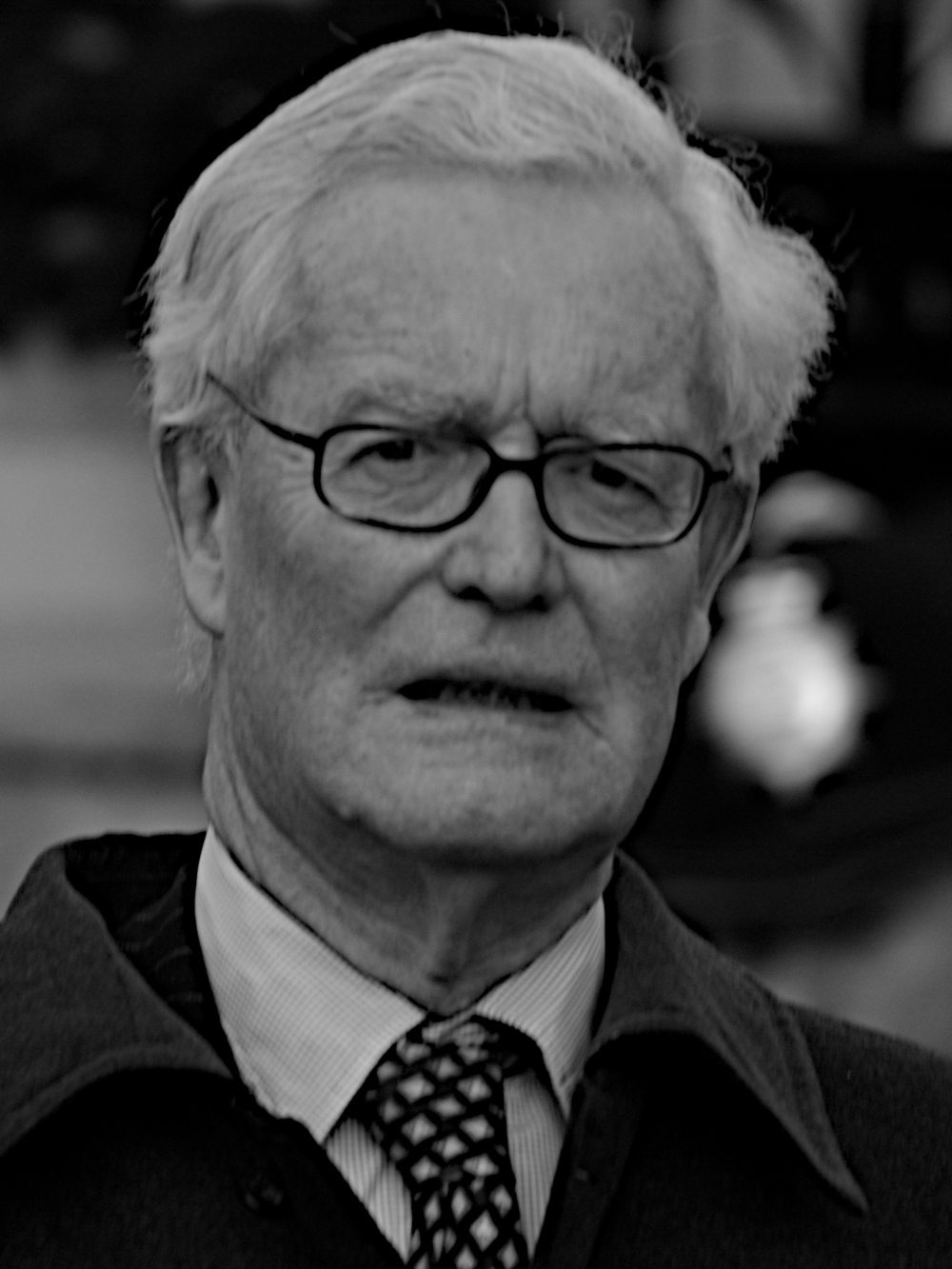
Royaume-Uni : Douglas Hurd, ministre des Affaires étrangères et du Commonwealth
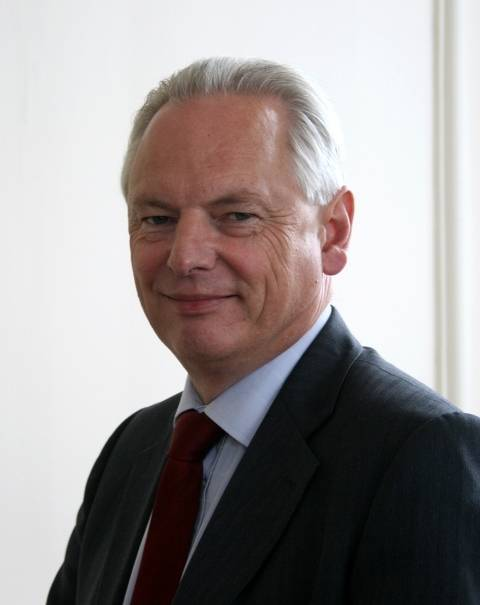
Royaume-Uni : Francis Maude, secrétaire financier au Trésor